# Lou Fine
Lou Fine (26 de novembro de 1914  - 24 de julho de 1971) foi um quadrinista estadunidense conhecido por seu trabalho durante Era de Ouro das histórias em quadrinhos. Estudou no Grand Central Art School e no Pratt Institute. Trabalhou no estúdio Eisner e Iger do grande Will Eisner, onde também colaboraram figuras como Bob Powell, Bernard Baily, Mort Meskin, Bob Kane, George Tuska, Klaus Nordling, Gill Fox, Reed Crandall, Nick Cardy, Vern Henkel, Chuc Mazoujian e Jack Kirby. Segundo Eisner: "A técnica dele era brilhante, a melhor da época. E quando eu fazia o roteiro ele ficava livre para passar horas aperfeiçoando mais uma obra de arte magnífica. Há roteiristas que são capazes de inspirar um artista, tirar dele o que nem sabia que tinha. Tem que haver algum tipo de solda emocional entre os dois, onde fica a confiança. É por isso que trabalhávamos tão bem juntos." 